# Греко-Софиевская церковь
Греко-Софиевская церковь во имя Рождества Пресвятой Богородицы (Свято-Рождества-Богородичный (Греко-Софиевский) храм, обиходное название — Греческая церковь) — самая древняя церковь в городе Херсоне, Украина. Памятник архитектуры республиканского значения Украины. Основана в 1780 году греческими переселенцами.

## История
Была основана в 1780 году греческими переселенцами с острова Хиос, пожелавшими переселиться в пределы Российской империи после русско-турецкой войны 1768—1774 годов, поскольку после войны остров Хиос остался в границах Османской империи.
С разрешения командира Херсонской крепости Ивана Ганнибала, переселенцы в Херсоне основали Греческое предместье. Греческую диаспору в Херсоне возглавили братья Дмитрий, Афанасий и Степан Гунаропуло. Осенью 1778 года братья Гунаропуло обратились к Ганнибалу с просьбой разрешить строительство православного храма во имя Святой Софии и получили разрешение. Первоначально в этом же году была сооружена небольшая глинобитная церковь с деревянным каркасом, престол которой 10 ноября 1778 года освятил архиепископ Никифор. На протяжении последующих двух лет происходило строительство каменного храма, завершённое в 1780 году. Церковь сохранила свой первоначальный архитектурный облик и внутреннее убранство до современного периода.
В храме молились Григорий Потемкин, Иван Ганнибал, Александр Суворов, Фёдор Ушаков, Дмитрий Сенявин, Осип Дерибас, Франц-Павел де Воллан.
11 апреля 2023 года церковь пострадала от российского обстрела: повреждены стены и крыша, выбиты окна.

## Композиция
В отличие от большинства крестово-купольных православных церквей Херсона Греко-Софиевская церковь построена в архитектурном стиле базилики. На третьем ярусе колокольни расположены четыре статуи апостолов-евангелистов в натуральную величину, выполненные из резного дерева.
С восточной стороны остов церкви заканчивается низкими апсидами, соответствующими нефам, с западной стороны обустроен центральный вход через трёхъярусную колокольню. Архитектура фасадов лаконична: гладь стен, увенчанных развитым карнизом с зубчиками, нарушается чередованием прямоугольных круглых и полуциркульных окон и ниш. В интерьере сохранилась живопись и резьба, а также настенная живопись в пандативах.